# Master and Commander: The Far Side of the World
Master and Commander: The Far Side of the World (bra: Mestre dos Mares — O Lado Mais Distante do Mundo; prt: Master and Commander: O Lado Longínquo do Mundo) é um filme estadunidense de 2003, dirigido por Peter Weir e estrelando Russel Crowe como Jack Aubrey e Paul Bettany como Stephen Maturin. O enredo, ambientado durante as Guerras Napoleônicas, é baseado nos três romances da Série Aubrey-Maturin do autor Patrick O'Brian. 

## Sinopse
Em 1805, durante as Guerras Napoleónicas, o navio de guerra britânico HMS Surprise, comandado pelo capitão Jack Aubrey (Russel Crowe), recebe ordens para afundar ou capturar o navio francês Acheron. Numa manhã, ao largo do Brasil, os franceses surpreendem e danificam gravemente o Surprise, lançando uma barragem de balas de canhão sobre os britânicos, que apenas escapam após rebocarem o navio com botes para dentro de um banco de nevoeiro. Os imediatos de Aubrey consideram que o Surprise não tem capacidade para fazer frente ao Acheron, e sugerem que Aubrey cesse a perseguição, mas este tenciona cumprir ordens e impedir que o Acheron interfira com a frota baleeira britânica. Para esse efeito, o Surprise é reparado em alto mar em vez de regressar a Inglaterra. Passado pouco tempo, o Acheron surpreende de novo os britânicos, mas Aubrey consegue mantê-los à distância até ser noite e cria uma manobra de diversão com uma jangada equipada com as luzes do navio.
Rumando a sul, o Surprise dobra o Cabo Horn em direcção ao Oceano Pacífico e às Ilhas Galápagos, destino que Aubrey prevê ser o do Acheron, já que nestas ilhas se encontram vários navios baleeiros britânicos, embarcações que o franceses normalmente capturam ou destroem. O médico do navio, Stephen Maturin, está entusiasmado com a hipótese de poder explorar a incrível fauna e a flora do local. No entanto, quando chegam ao território, encontram os restos de um baleeiro destruído pelo Acheron. Aubrey altera os planos de Maturin, priorizando a perseguição aos franceses. Porém, o Surprise é surpreendido pela falta de vento durante vários dias, ficando imobilizado no meio do oceano. O oficial Hollom, figura pouco popular entre a tripulação, começa a ser visto como portador de mau-olhado. A tensão aumenta quando um marujo não saúda Hollom no convés e é chicoteado por insubordinação. Nessa noite, Hollom suicida-se, saltando do navio com uma bala de canhão. Na manhã seguinte, enquanto a tripulação respeita um minuto de silêncio, o vento reaparece e o Surprise prossegue a sua viagem.
No dia seguinte, o Capitão Howard, oficial dos marines, tenta disparar sobre um albatroz que voa sobre o convés, acabando por acertar em Maturin. O cirurgião assistente informa Aubrey que a bala e o pedaço de tecido que perfurou têm de ser retirados, ou de outra forma infectarão. Recomenda também que a operação seja feita em terra. Apesar de estar perto de capturar o Acheron, Aubrey decide regressar às ilhas. Maturin realiza a operação nele mesmo, utilizando um espelho. Dado que presumivelmente os franceses já estão longe, Aubrey concede a Maturin alguns dias para que este possa explorar as espécies das Galápagos antes da viagem para casa. No entanto, ao perseguir um cormorão, Maturin encontra o Acheron do outro lado da ilha. Forçado a abandonar todas as espécies que recolhera, corre em direcção ao Surprise, que se prepara para mais uma batalha. Imitando um espécime de insecto camuflado que Maturin conseguiu trazer das Galápagos, a estratégia de Aubrey será disfarçar o Surprise de baleeiro civil, de forma a poder disparar sobre o Acheron à queima- roupa, a única forma que os britânicos têem de danificar o navio francês. Aubrey sabe que o capitão do Acheron não tentará afundar o seu navio se presumir que o mesmo possui carga preciosa. O Acheron cai na cilada e os britânicos conseguem danificar o navio e abordá-lo. Segue-se uma violenta luta, onde vários membros da tripulação perdem a vida. No final, os britânicos saem vitoriosos e o Acheron é capturado. Aubrey fala com o médico francês, que lhe mostra o cadáver do capitão e lhe entrega a sua espada em sinal de respeito.
O Acheron e o Surprise são reparados. O navio britânico permanece nas Galápagos e o navio francês terá como destino Valparaíso. À medida que o Acheron se afasta, comandado por Pullings, o imediato de Aubrey, Maturin faz referência ao médico do Acheron, que morrera há vários meses. Percebendo que o capitão do Acheron se disfarçou de médico, Aubrey dá ordens para o Surprise escoltar o Acheron até ao seu destino. Maturin percebe que não vai conseguir recuperar os espécimes que encontrara, mas Aubrey diz-lhe que se os cormorões não voam, não irão a lado nenhum. Ambos tocam Musica notturna delle strade di Madrid de Luigi Boccherini enquanto o Surprise regressa à perseguição.

## Elenco
- Capitão Jack Aubrey .... Russell Crowe
- Dr. Stephen Maturin .... Paul Bettany
- Thomas Pullings .... James D'Arcy
- William Mowett .... Edward Woodall
- Capitão Howard .... Chris Larkin
- William Blakeney .... Max Pirkis
- Boyle .... Jack Randall
- Peter Myles Calamy .... Max Benitz
- Hollom .... Lee Ingleby
- Williamson .... Richard Pates
- Sr. Allen .... Robert Pugh
- Sr. Higgins .... Richard McCabe
- Sr. Hollar .... Ian Mercer
- Sr. Lamb .... Tony Dolan
- Killick .... David Threlfall
- Barret Bonden .... Billy Boyd
- Joseph Nagle .... Bryan Dick
- William Warley .... Joseph Morgan
- Joe Plaice .... George Innes
- Michael Doudle .... William Mannering
- Davies .... Patrick Gallagher
- Nehemiah Slade .... Alex Palmer
- Mr. Hogg .... Mark Lewis Jones
- Padeen .... John De Santis
- Black Bill .... Ousmane Thiam
- Capitão do Acheron .... Thierry Segall

## Recepção
O Metacritic, que usa uma média ponderada, atribuiu ao filme uma pontuação de 81 em 100, baseado em 42 críticos, indicando "aclamação universal".

## Premiações

### 76º Academy Awards (Oscar2004)
- Ganhou em Melhor Fotografia, Russel Boyd
- Ganhou em Melhor Edição de Som, Richard King
- Indicação para Melhor Filme
- Indicação para Melhor Diretor, Peter Weir
- Indicação para Melhor Direção de Arte
- Indicação para Melhor Figurino
- Indicação para Melhor Edição
- Indicação para Melhor Maquiagem
- Indicação para Melhor Som
- Indicação para Melhor Efeitos Especiais

### Globo de Ouro2004
- Indicação para Melhor Filme - Drama
- Indicação para Melhor Diretor
- Indicação para Melhor Ator - Drama (Russel Crowe)